# Taney (Schiff)
Die Taney ist ein Museumsschiff im Hafen von Baltimore. Sie wurde am 24. Oktober 1936 in Maryland  als Einheit der Treasury-Klasse (Secretary-Klasse) der amerikanischen Küstenwache in Dienst gestellt und hier mit dem Präfix  „U.S.C.G.C.“ geführt. Sie ist nach Roger B. Taney, amerikanischer Politiker und Jurist, Finanzminister 1833–1834, benannt.
Bekannt war die Taney, weil sie seit den späten 1960er Jahren das letzte Schiff im aktiven Dienst war, das den Angriff auf Pearl Harbor 1941 überstanden hatte.
Nachdem sie am 7. Dezember 1986 außer Dienst gestellt wurde, wurde die Taney Museumsschiff im Hafen von Baltimore. Im Juni 1988 wurde sie als National Historic Landmark der Vereinigten Staaten ausgezeichnet.

## Name und Schiffsklasse
Die U.S.C.G.C. Taney hatte anfangs ihrer gut 50 Einsatzjahre mehrere kleinere Namensänderungen: von ursprünglich Roger B. Taney (WPG-37) (1936–37) zu Taney (WPG-37) (1937–44), zu Taney (WAGC-37) (1944–46), schließlich zu Taney (WHEC–37).
Die Schiffsklasse wird in den historischen Quellen als Treasury Class oder als Secretary Class wiedergegeben, die meisten Quellen verzeichnen beide Klassifizierungen nebeneinander. Gemeint ist immer dasselbe: Die Taney war eines der sieben Mitte der 1930er Jahre gebauten großen Kriegsschiffe der Coast Guard, die nach historischen amerikanischen Finanzministern (Secretary of the Treasury) benannt wurden. Die sechs Schwesterschiffe der Taney in dieser Schiffsklasse waren:
- die Bibb (WPG-31) (benannt nach George M. Bibb, Finanzminister 1844–45),
- die Campbell (WPG-32) (benannt nach George W. Campbell, Finanzminister 1844),
- die Duane (WPG-33) (benannt nach William J. Duane, Finanzminister 1833),
- die Hamilton (WPG-34),  (benannt nach Alexander Hamilton, Finanzminister 1789–1795),
- die Ingham (WPG-35)  (benannt nach Samuel D. Ingham, Finanzminister 1829–1831), und
- die Spencer (WPG-36) (benannt nach John Canfield Spencer, Finanzminister 1843–1844).

Eine andere Klassenbezeichnung für diese Schiffe war: 327er (englisch: 327s), unter Bezug auf ihre Länge: 327 feet (etwa 100 m).